# スピードリロード
スピードリロード（「コンバットリロード」とも呼ばれる）は、片方の手で火器に装填されている弾倉を取り出し、もう片方の手で新しい弾倉を取り出して装填することでごく短時間で火器をリロードする動作を指す。これは通常の火器のリロードとよく似ているが、うまく行えた場合、大きな時間的利点を得ることができる。しかし、薬室に弾薬が入っていないクローズドボルトの火器では、新しい弾薬を薬室に送るために新しい弾倉を挿入したまま銃をコッキングする必要があるため、この戦術上の利点は失われる。オープンボルトの火器はチャージが不要のためこの限りではない。スピードリロードはタクティカルリロードとは多かれ少なかれ反対のリロードであると考えられることが多い。

## 長所と短所
スピードリロードの主な利点はスピードそのものであり、適切に行うとスピードリロードにかかる時間は3秒未満と非常に短い。スピードリロードの主な欠点としては、排出された弾倉に弾薬が残っているとそれらを失ってしまうことと、タクティカルリロードよりもリロードの際にはるかに大きな音がすることである。